# ليساندرو دي لا توري
ليساندرو دي لا توري هو صحفي ومحامي وكاتب وسياسي أرجنتيني، ولد في 6 ديسمبر 1868 في روساريو في الأرجنتين، وتوفي في 5 يناير 1939 في بوينس آيرس في الأرجنتين. نشط حزبياً في الاتحاد المدني الراديكالي. وقد انتخب عضو مجلس الشيوخ الأرجنتيني ‏ عن دائرة سانتا في (29 مارس 1932 – 5 يناير 1937) وانتخب عضو مجلس النواب في الأرجنتين ‏.